# Jurate Colles
Gli Jurate Colles sono una struttura geologica della superficie di Venere.